# Szekszárd-Bátai-főcsatorna
Szekszárd-Bátai-főcsatorna är en kanal i Ungern.   Den ligger i provinsen Tolna, i den sydvästra delen av landet, 130 km söder om huvudstaden Budapest.